# 板倉町
板倉町（いたくらまち）は、群馬県南東部最東端に位置し、邑楽郡に属する町。関東大都市圏に属する。一方で館林都市圏にも属している。

## 概況
主に関東地方に点在する「雷電神社」「雷電社」の事実上の総本社格で、関東三雷神の1社である雷電神社があり、地元では「雷電さま」として親しまれている。
雷電神社・渡良瀬遊水地付近は「利根川・渡良瀬川合流域の水場景観」の名で関東地方では初の重要文化的景観として選定されている。
郷土料理としてナマズの天ぷらやたたき揚げなどの川魚料理が名物となっている。
農業では「群馬の米蔵」と呼ばれ多くの品種が栽培されている。またキュウリの生産が盛んで、生産高は全国トップクラスである。鉢物カーネーションの栽培も盛んで、ギフト用として各地に出荷されている。
町東部に県企業局による板倉ニュータウンが開発され、1997年（平成9年）3月25日に東武日光線板倉東洋大前駅が開業。東洋大学板倉キャンパスが開設された。
2015年（平成27年）の国勢調査によると板倉町は群馬県内で東京都区部への通勤率がトップである。

## 地理
「鶴舞う形」と形容される群馬県のくちばしの部分を占める。平坦地、北緯36度13分、東経139度36分に位置し、群馬・栃木・埼玉・茨城の4県の県境地域にあたる。南境には日本最大の流域面積である利根川が、北境には渡良瀬川が流れ、この2大河川は町の東南の茨城県古河市で合流し、町の中央やや南側に谷田川が流れている。東は本州最大の湿地でラムサール条約に登録された渡良瀬遊水地に接する。新大田付近はかつて板倉沼があったが、埋め立てられ板倉川が整備された。年間平均気温は15度と温暖な地域であり、年間平均降水量は1,200mmである。
総面積4,184haのうち約55%の2,302haを農地が占め、市街化区域面積は町域全体の9% (395ha) であり、広大な農地が保全されている。
- 河川：利根川、渡良瀬川、谷田川

### 隣接している自治体
- 群馬県
  - 館林市
  - 邑楽郡明和町
- 埼玉県
  - 加須市
  - 羽生市
- 栃木県
  - 佐野市
  - 栃木市

### 板倉沼
板倉沼はかつて板倉町にあった湖沼。現在の雷電神社付近にあり、かつて雷電神社は板倉沼と亥の子沼に突き出す半島上にあった。館林城付近にある城沼とつながれていた。万葉集巻14上野国東歌の「上毛野伊奈良の沼のおほゐ草よそに見しよは今こそまされ」にある伊奈良の沼に比定されている。明治以降何度かにわたって埋め立てが行われ、1979年に消滅した。

### 方言
- 古来より栃木県や茨城県と文化的な結びつきが強く、町内では東部、北部を中心に東関東方言を用いる。

## 歴史

### 沿革
- 1889年4月1日 - 町村制施行に伴い、邑楽郡に西谷田村・海老瀬村・大箇野村・伊奈良村が成立。
- 1922年 - 渡良瀬遊水地が完成。
- 1947年 - カスリーン台風の被害を受ける。
- 1951年 - 群馬県立館林高等学校板倉分校が開校。
- 1955年2月1日 - 西谷田村・海老瀬村・大箇野村・伊奈良村が合併し、板倉町が発足。
- 1958年 - 板倉町役場庁舎が完成。
- 1960年 - 有線放送開始。
- 1964年 - 板倉町農業協同組合設立。
- 1965年 - 東・西中学校が合併し、板倉中学校が開校。
- 1968年 - 群馬県立館林高等学校板倉分校が群馬県立板倉高等学校となる。
- 1970年 - 板倉中学校と南・北中学校が合併し、現在の板倉中学校が開校。館林地区消防組合板倉分署が完成。
- 1978年 - 中央公民館が完成。
- 1980年 - 板倉工業団地が完成。
- 1981年 - 南部公民館が完成。
- 1983年 - 海洋センターが完成。
- 1984年 - 保健センターが完成。板倉ゴルフ場が開場。
- 1985年 - 北部公民館が完成。
- 1986年 - 群馬の水郷が完成。
- 1989年 - 東部公民館、老人福祉センターが完成。
- 1990年 - オフトーク放送開始。
- 1996年 - 町の歌「光と水と緑と」が制定される。
- 1997年 - 東武日光線板倉東洋大前駅が開業。東洋大学板倉キャンパスが開校。
- 2001年 - わたらせ自然館が開業。
- 2024年 - 東洋大学板倉キャンパスのすべての学部が移転。跡地利用は未定。

## 人口
| |                                        |  |
| 板倉町と全国の年齢別人口分布（2005年） | 板倉町の年齢・男女別人口分布（2005年） |  |
| ■紫色 ― 板倉町 ■緑色 ― 日本全国 | ■青色 ― 男性 ■赤色 ― 女性              |  |
| 板倉町（に相当する地域）の人口の推移 \| 1970年（昭和45年） \| 16,290人 \| \| \| 1975年（昭和50年） \| 15,855人 \| \| \| 1980年（昭和55年） \| 16,024人 \| \| \| 1985年（昭和60年） \| 16,002人 \| \| \| 1990年（平成2年） \| 15,948人 \| \| \| 1995年（平成7年） \| 15,533人 \| \| \| 2000年（平成12年） \| 15,946人 \| \| \| 2005年（平成17年） \| 15,865人 \| \| \| 2010年（平成22年） \| 15,706人 \| \| \| 2015年（平成27年） \| 15,015人 \| \| \| 2020年（令和2年） \| 14,083人 \| \| |                                        |  |
| 総務省統計局 国勢調査より |                                        |  |
| 1970年（昭和45年） | 16,290人                               |  |
| 1975年（昭和50年） | 15,855人                               |  |
| 1980年（昭和55年） | 16,024人                               |  |
| 1985年（昭和60年） | 16,002人                               |  |
| 1990年（平成2年） | 15,948人                               |  |
| 1995年（平成7年） | 15,533人                               |  |
| 2000年（平成12年） | 15,946人                               |  |
| 2005年（平成17年） | 15,865人                               |  |
| 2010年（平成22年） | 15,706人                               |  |
| 2015年（平成27年） | 15,015人                               |  |
| 2020年（令和2年） | 14,083人                               |  |

## 行政・立法
- 町長：栗原実（2008年11月17日就任、3期目）

### 公共施設
- 中央公民館
- 南部公民館
- 東部公民館
- 北部公民館
- 文化財資料館
- 児童館
- 板倉海洋センター
- 健康の郷季楽里(きらり)
- 保健センター
- わたらせ自然館
- 資源化センター

### 消防
- 館林地区消防組合
  - 板倉消防署

### 警察
- 館林警察署（館林市）の管轄
  - 朝日野交番
  - 板倉駐在所
  - 西岡駐在所

### 広域行政
- 東毛広域市町村圏振興整備組合：太田市・館林市・明和町・千代田町・大泉町・邑楽町とともに構成市町内における広域市町村圏計画の策定及び事業の実施についての連絡調整と、東毛林間学校の運営を行なっている。
- 館林地区消防組合：館林市・明和町・千代田町・邑楽町とともに、消防の運営を行なっている。
- 邑楽館林医療事務組合：館林市・明和町・千代田町・大泉町・邑楽町とともに館林厚生病院の運営を行なっている。
- 館林衛生施設組合：館林市・明和町・千代田町とともに、し尿処理及びごみ処理施設の整備（千代田町を除く）を行なっている。

### 県議会
- 選挙区：邑楽郡選挙区
- 定数：3名
- 任期：2023年（令和5年）4月30日 - 2027年（令和9年）4月29日[7]

| 議員名       | 会派名     | 備考 |
| ------------ | ---------- | ---- |
| 久保田順一郎 | 自由民主党 |      |
| 川野辺達也   | 自由民主党 |      |
| 森昌彦       | 自由民主党 |      |

### 衆議院
- 任期 ： 2024年（令和6年）10月27日 - 2028年（令和10年）10月26日（「第50回衆議院議員総選挙」参照）

| 選挙区                                        | 議員名     | 党派名     | 当選回数 | 備考     |
| --------------------------------------------- | ---------- | ---------- | -------- | -------- |
| 群馬県第3区（板倉町、太田市、館林市、邑楽郡） | 笹川博義   | 自由民主党 | 5        | 選挙区   |
| 群馬県第3区（板倉町、太田市、館林市、邑楽郡） | 長谷川嘉一 | 立憲民主党 | 2        | 比例復活 |

## 経済
企業
- 味の素物流館林物流センター
- オールユニール館林インター物流センター
- 株式会社加藤電気工業所板倉工場
- 株式会社CKP板倉工場
- 第一石鹸株式会社
- 日本パイプシステム株式会社
- 長谷川香料株式会社板倉工場
- ハマキョウレックス北関東センター
- 久光製薬東京物流センター
- 富士食品工業株式会社

スーパー
- フレッセイ板倉店
- スーパーセンタートライアル板倉店
- ドラッグセイムス板倉店

農産物直売所
- 健康の郷季楽里

## 交通

### 鉄道路線
- ■ 東武日光線：板倉東洋大前駅

板倉町は東武伊勢崎線系統の路線が多く通る群馬県内において、唯一東武日光線が通る市町村である。

### 路線バス
- 館林市外四町広域公共路線バス
  - 館林・板倉線
- 板倉町コミュニティバス
  - 南線、北線

### 道路
国道
- 国道354号

県道
- 主要地方道
  - 栃木県道・群馬県道・埼玉県道・茨城県道9号佐野古河線
  - 群馬県道・栃木県道57号館林藤岡線

- 一般県道
  - 群馬県道363号斗合田岩田岡里線
  - 群馬県道364号除川板倉線
  - 群馬県道365号板倉籾谷館林線
  - 群馬県道367号海老瀬飯野線
  - 群馬県道369号麦倉川俣停車場線
  - 群馬県道373号海老瀬館林線

## 教育
小学校
- 板倉町立東小学校
- 板倉町立西小学校

中学校
- 板倉町立板倉中学校

高等学校
- 群馬県立板倉高等学校

大学
- 東洋大学板倉キャンパス

## 名所・旧跡・観光スポット・祭事・催事
- 渡良瀬遊水地
- わたらせ自然館
- 板倉滑空場 -グライダー
- 雷電神社
- 高鳥天満宮
- 権現沼貝塚群
- 寺西貝塚
- 頼母子のシダレザクラ
- 揚舟
- 群馬の水郷 揚舟谷田川めぐり
- 水塚
- ナマズの天ぷら

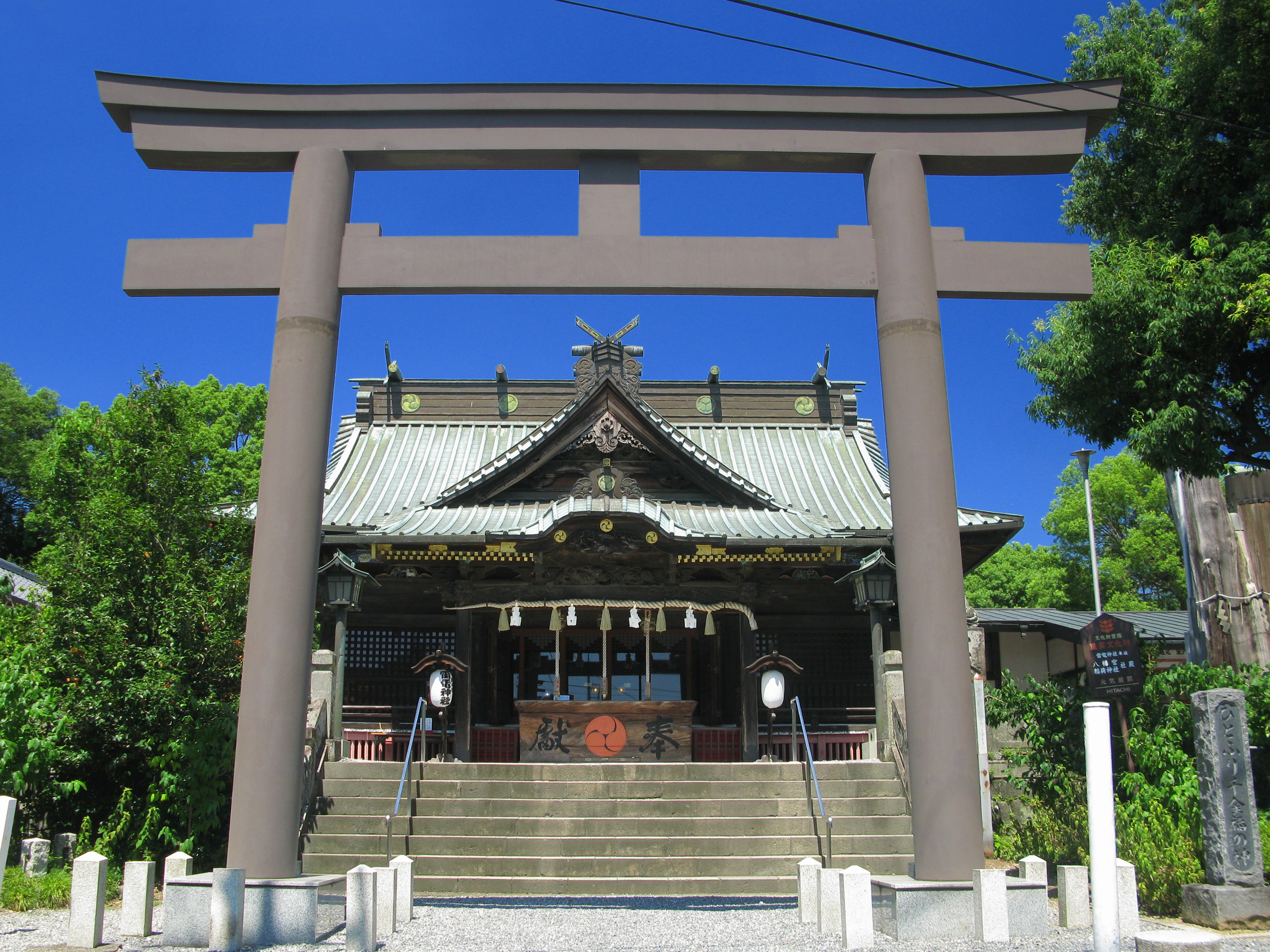
雷電神社

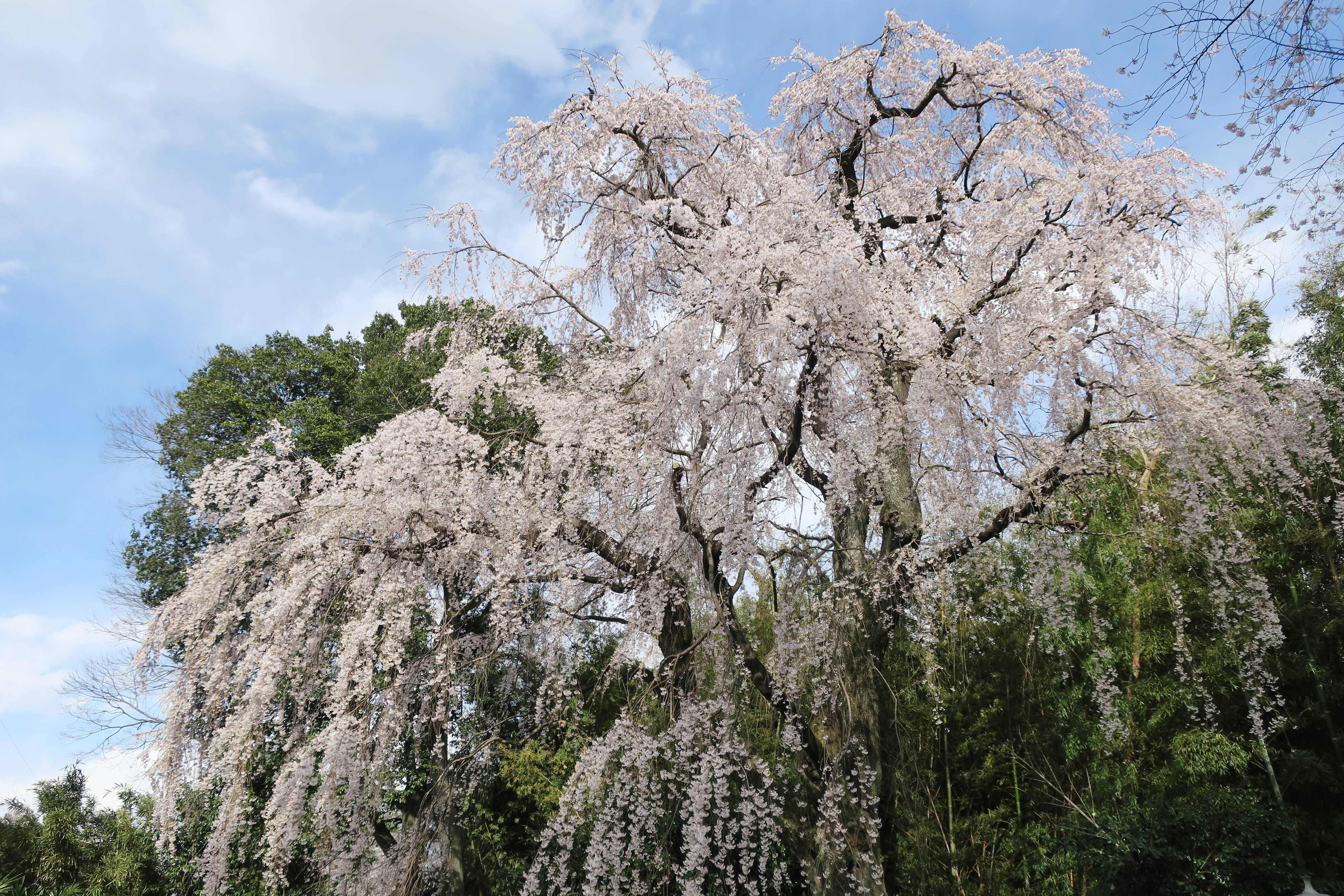
頼母子のシダレザクラ

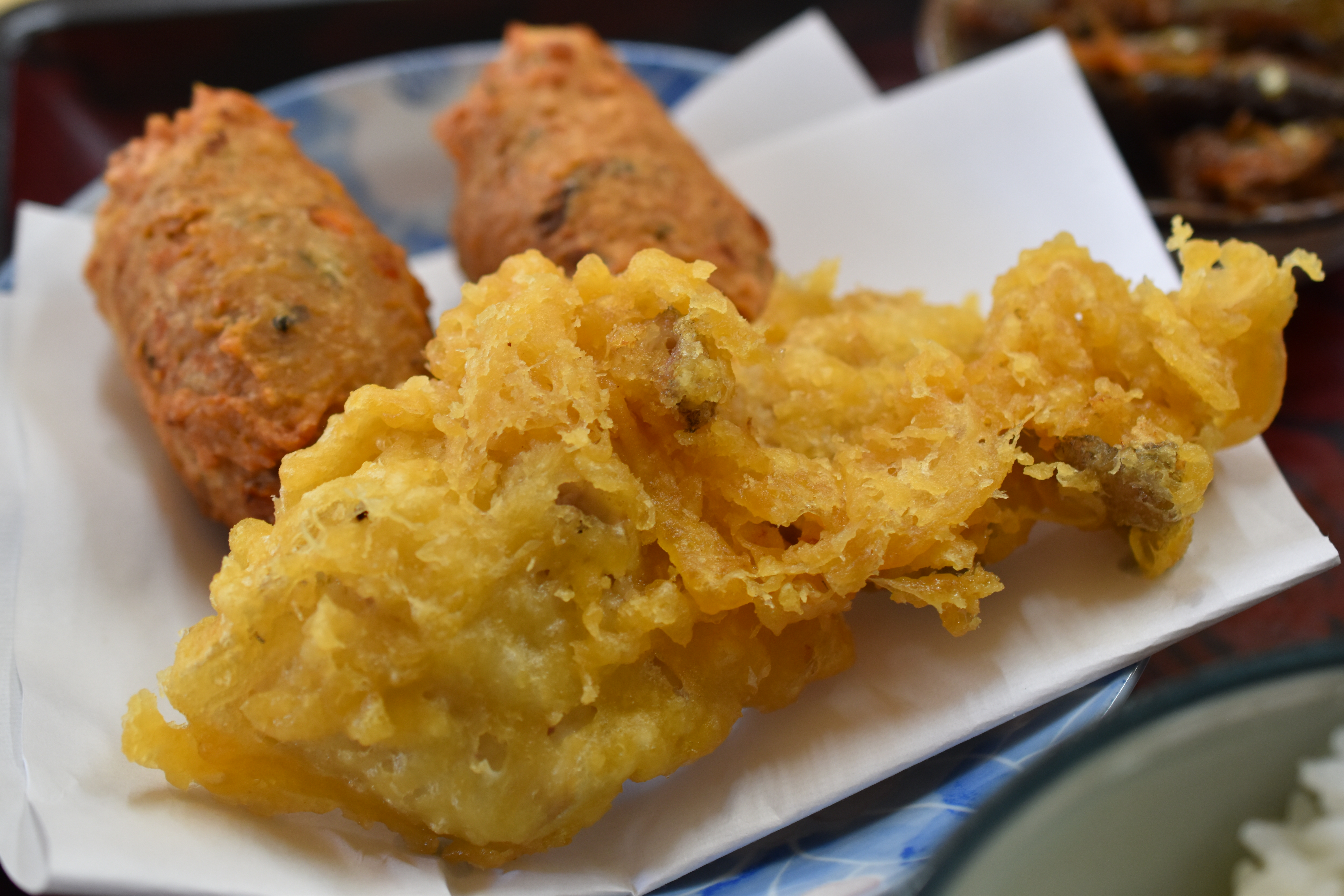
ナマズの天ぷら（小林屋）

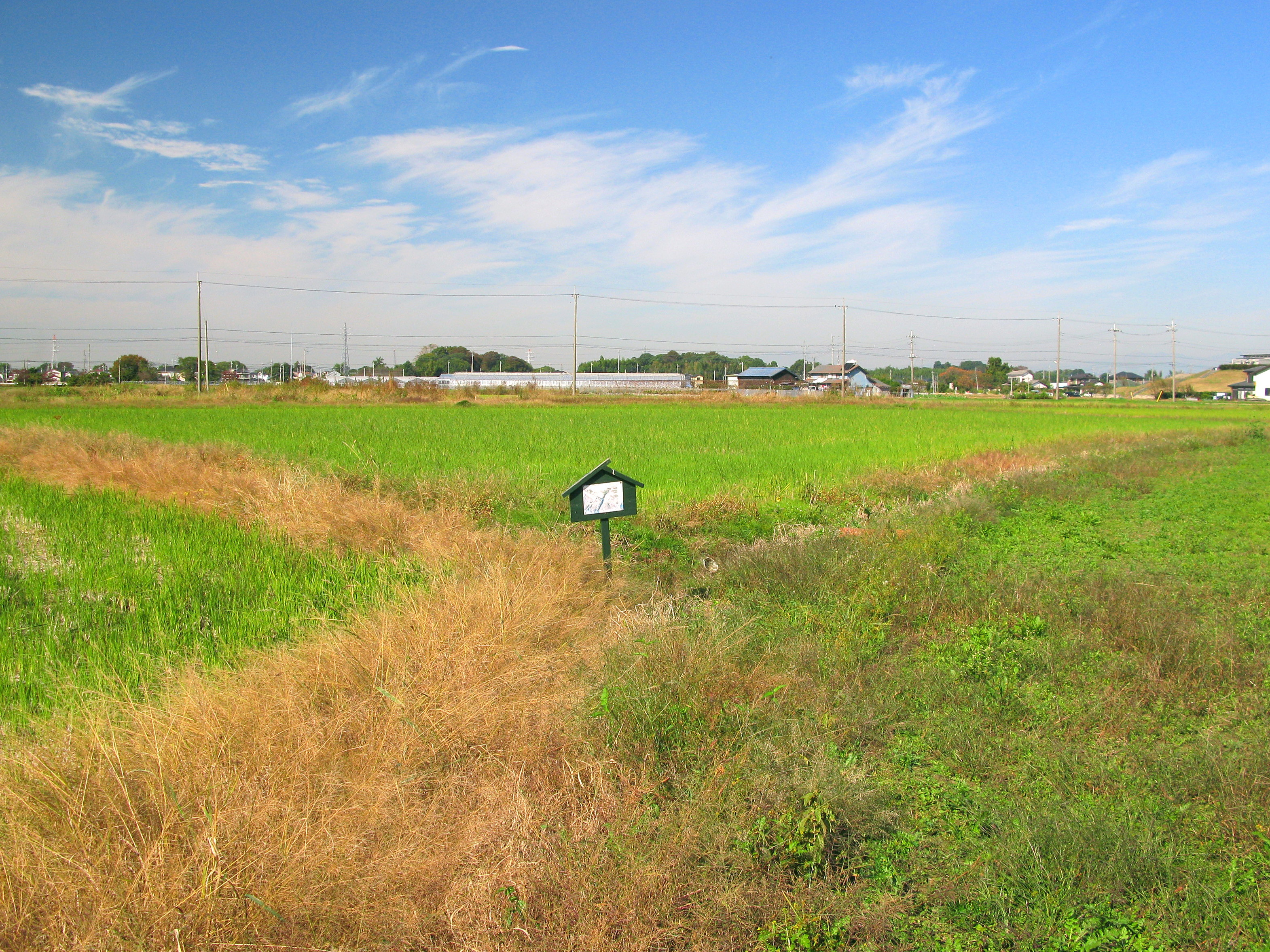
栃木・群馬・埼玉の三県境

- コスモス まつり（8,000万本のコスモス畑。小麦の作付けは補助金が支払われる稲へ切り替えたことにより、2010年をもって終了[8]）
- 季楽里
- そば処季楽里
- 農産物直売所
- 群馬の水郷
- 板倉ゴルフ場
- 栃木・群馬・埼玉の三県境

## 出身者
- 増田連也（衆議院議員、群馬県議会議長）
- 矢口昇（群馬県議会議長、板倉町名誉町民）
- 荻野喜弘 (経済学者、下関市立大学学長)
- 田部井剛（指揮者、板倉町PR大使）
- 垣田裕暉（サッカー選手、板倉町PR大使）